# Pseudoderopeltis dimidiata
Pseudoderopeltis dimidiata är en kackerlacksart som först beskrevs av Walker, F. 1868.  Pseudoderopeltis dimidiata ingår i släktet Pseudoderopeltis och familjen storkackerlackor. Inga underarter finns listade i Catalogue of Life.